# Сант'Ана (Кунео)
Сант'Ана је насеље у Италији у округу Кунео, региону Пијемонт.
Према процени из 2011. у насељу је живело 288 становника. Насеље се налази на надморској висини од 989 м.